# Луна (карта Таро)

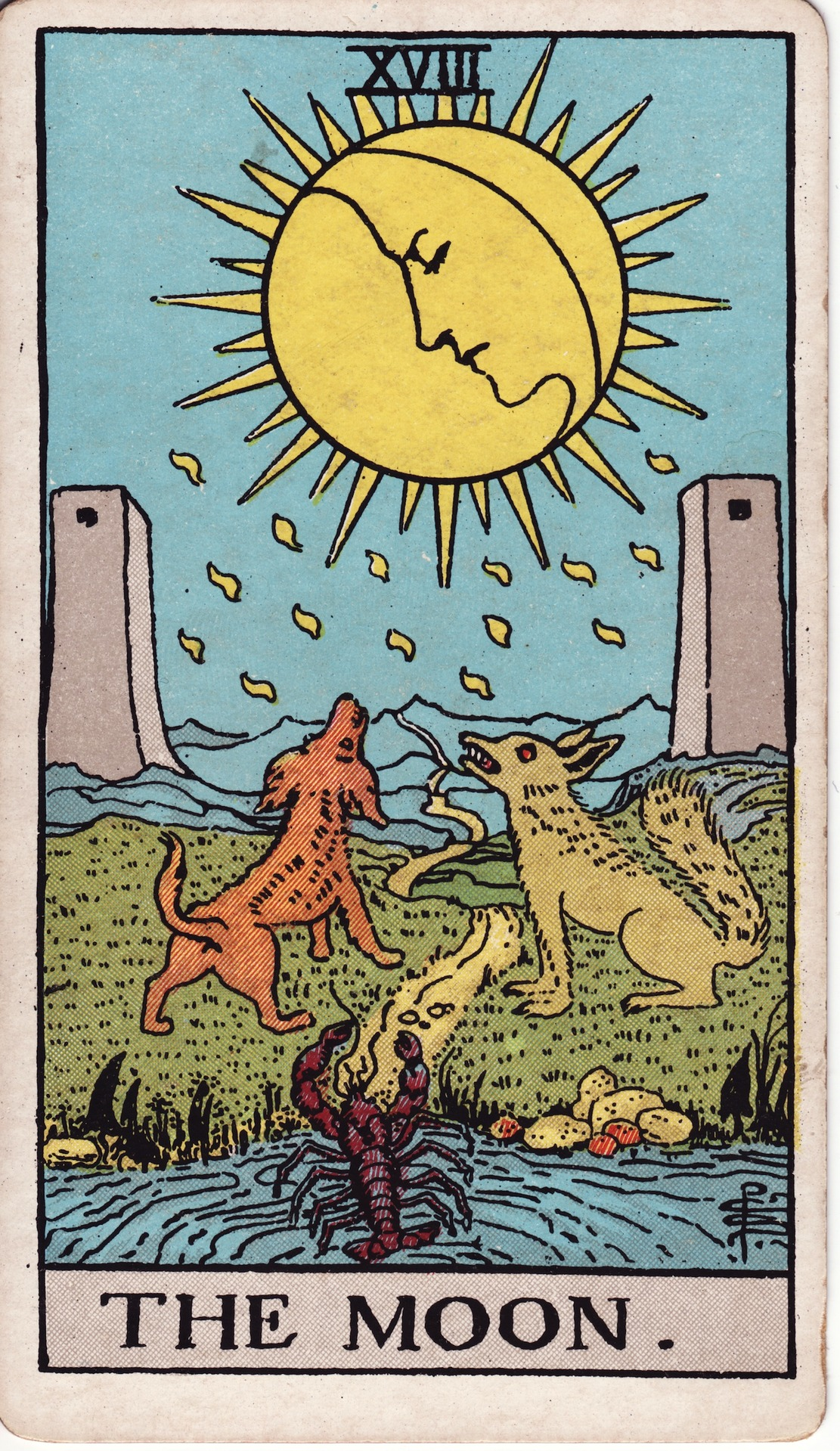
Таро Райдера — Уэйта

Луна (XVIII) — 18-я карта Старших арканов колоды Таро.  Используется в гаданиях, медитации и ассоциативных психологических практиках.

## Описание
На карте изображена ночная сцена, где показаны две колонны. Волк и домашняя собака воют на Луну, а из воды вылезают раки. Луна имеет «шестнадцать главных и шестнадцать вторичных лучей» и «проливает влагу оплодотворяющей росы большими каплями» (всего 15 в колоде Райдера — Уэйта), которые все имеют форму Йодха. Фигура на Луне хмурится, отражая недовольство.

## Интерпретация
Согласно «Иллюстрированному ключу к Таро» Уэйта, «карта представляет жизнь воображения отдельно от жизни духа . . . Собака и волк - это страхи естественного разума в присутствии этого места выхода, когда его направляет только отраженный свет. . . Интеллектуальный свет - это отражение, а за его пределами - неизвестная тайна, которую он не может раскрыть ». Кроме того, «Он освещает нашу животную природу».

Уэйт пишет, что карта Луны несет в себе несколько гадательных ассоциаций  :
18. ЛУНА - Скрытые враги, опасность, клевета, тьма, ужас, обман, оккультные силы, заблуждение. Перевёрнутое: нестабильность, непостоянство, молчание, меньшая степень обмана и ошибок.

## Альтернативные колоды
- Во «Фламандской колоде» Ванденборра луна изображает женщину, сидящую в правом углу, а в левом - дерево. Луна прямо над ней. Она изображена с прялкой в правой руке и нитью в левой руке.
- В колоде французского Таро Вевиля XVII века вместо вышеупомянутой сцены изображена пожилая женщина рядом с деревом, которая вращает веретено и прялку, луна светит над ней.

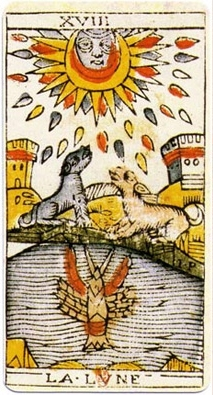
Оригинальная карта из колоды Таро Жана Додаля из Лиона, классическая колода «Марсельского Таро». Колода датируется 1701–1715 годы

## В Поп-культуре
Карта Луна отражает характерные черты персонажа видеоигры Silent Hill 3 — Винсента. Согласно разработчикам, карта символизирует беспокойство, недоверие и непостоянство.